# Арыстанбеков, Хайдар Арыстанбекович
Хайда́р Арыстанбе́кович Арыстанбе́ков (каз. Хайдар Арыстанбекұлы Арыстанбеков; род. 30 марта 1919, аул № 2, Каркаралинский уезд, Семипалатинская область, РСФСР — 2 февраля 2008, Алма-Ата, Казахстан) — казахстанский и советский государственный, политический, партийный и общественный деятель, профессор и учёный-агроном, кандидат экономических наук. Академик Национальной Академии наук Казахстана.
Ректор Казахского национального аграрного университета с 1963 по 1981 годы. Ранее занимал должность председателя Западно-Казахстанского крайисполкома (1962—1963), министра сельского хозяйства Казахской ССР (1961—1962), председателя Восточно-Казахстанского облисполкома (1959—1960) и председателя Алма-Атинского облисполкома (1950—1952).

## Биография
Родился 30 марта 1919 года в Актогайском районе Карагандинской области. Происходит из подрода дадан рода тобыкты племени аргын.
Супруга — Жакипова Аспазия Жакиповна (1925—1973 гг.).
Имеет четырёх дочерей: Акмарал (1948 г.р.); Найля (1952—2006 гг.); Лейла (1957—1991 гг.), Зарема (1961 г.р.).
Окончил Казахский сельскохозяйственный институт (1941 г.), ВПШ при ЦКВКП(б) (1945 г.), агроном-полевод, кандидат экономических наук (тема диссертации — «Пятилетний план развития хозяйства сельскохозяйственной артели „Красная Звезда“ Джамбулской области», 1954 г.), профессор, член-корреспондент АН Казахстана (1962 г.), почетный академик КазАСХН и Народной академии «Экология» (1995 г.).
Скончался 2 февраля 2008 г.

## Трудовая деятельность
Начав свою трудовую деятельность с рядового агронома, дошел до поста министра сельского хозяйства, неоднократно избирался депутатом Верховного Совета СССР и Казахской ССР. Длительное время работал председателем Алма-Атинского и Восточно-Казахстанского облисполкомов, Западно-Казахстанского крайисполкома, возглавлял Институт земледелия и Казахскую сельскохозяйственную академию, был ректором Казахского сельскохозяйственного института, которым он руководил в течение 19 лет.
Вехи его трудового пути после окончания института:
- агроном совхоза (1941 г.);
- помощник начальника политсектора Алма-Атинского треста совхозов (1942 г.);
- помощник начальника политуправления Наркомата совхозов КазССР (1942—1943 гг.);
- слушатель ВПШ при ЦК КПСС (1943—1945 гг.); зав. сектором ЦК Компартии Казахстана (1945—1946 гг.);
- зам. наркома-министра технических культур КазССР (1946—1947 гг.);
- заместитель министра сельского хозяйства КазССР (1947—1950 гг.);
- первый заместитель министра хлопководства КазССР (1950 г.);
- председатель Алма-Атинского облисполкома (1950—1952 гг.);
- директор павильона КазССР на Всесоюзной сельскохозяйственной выставке (Выставка достижений народного хозяйства) (1952—1954 гг.);
- первый заместитель министра совхозов КазССР (1954—1957 гг.);
- директор КазНИИ земледелия (1957 г.);
- председатель Восточно-Казахстанского облисполкома (1958—1960 гг.);
- президент Казахской академии сельскохозяйственных наук (1960—1961 гг.);
- министр сельского хозяйства КазССР (1961—1962 гг.); председатель Западно-Казахстанского крайисполкома (1962—1963 гг.);
- ректор КазСХИ (1963—1981 гг.);
- заведующий кафедрой КазСХИ (1981—1987 гг.); с 1987 г. находился на пенсии.
- Депутат ВС СССР 5-го созыва. Депутат ВС КазССР 3-4-го и 7-9-го созывов.

## Вклад в развитие сельского хозяйства РК
Х. Арыстанбеков внес огромный вклад в развитие сельского хозяйства, аграрной науки и образования Казахстана. Его мощный организаторский талант проявился в годы освоения целинных и залежных земель. Будучи первым заместителем министра совхозов лично руководил работой по созданию более 300 зерновых совхозов в северных областях республики. Подбор земель, агроэкономическое обоснование новых зерновых совхозов и их создание требовали как высокую компетентность, так и огромные организаторские способности. Все эти качества ярко проявились в нём в эти годы, и Казахстан за короткое время стал крупной зерновой житницей СССР после Российской федерации.
Достижение высокой эффективности сельского хозяйства, особенно в районах освоения целинных и залежных земель требовали повышения роли аграрной науки, разработки четкой и действенной системы земледелия. Важной заслугой Х. Арыстанбекова является то, что он, будучи директором КИЗа и президентом (?) Казахской академии сельскохозяйственных наук, мобилизовал их научный потенциал на изыскание и разработку грамотных, научно обоснованных путей продуктивного использования освоенных земель и обеспечения высокой эффективности земледелия целинных районов Казахстана. В эти годы активно внедрялись севообороты различных типов с учётом размеров пашни, качества и засоренности почвы, рельефа местности. Система обработки почвы внедрялась с учётом обеспечения успешной борьбы с сорняками, необходимости накопления и сохранения влаги, создания благоприятного для растений пищевого, воздушного и теплового режимов, борьбы с вредителями и болезнями сельскохозяйственных культур. Как результат, были достигнуты высокие темпы роста производства сельскохозяйственной продукции, обеспечившие ежегодную сдачу государству по миллиарду пудов зерна.
Сельскохозяйственная академия активно занималась внедрением научных достижений во всех регионах республики, охватывая все направления аграрной науки.
Подтверждением этого является проведение 30 мая 1960 года в Гурьеве (ныне — Атырау) выездной сессии Казахской академии сельскохозяйственных наук во главе с Х. А. Арыстанбековым, где обсуждались перспективы развития животноводства и системы его ведения. Это не случайно. Из общей территории области в 26,9 млн гектаров пастбища занимают 21.1 млн гектаров, сенокосы — 500 тысяч, пахотно-пригодные земли — 600 тысяч гектаров. При правильном использовании, а также осуществлении ряда мероприятий по обводнению и улучшению эти угодья будут иметь огромную кормовую емкость. В Гурьевской (ныне — Атырауской) области можно выращивать свыше 4 млн овец, до 140 тысяч голов крупного рогатого скота, в том числе коров почти до 73 тысяч. Кормовые ресурсы области позволяют также довести поголовье лошадей до 95 тысяч, верблюдов — до 100 тысяч. Впоследствии перечисленные перспективы были достигнуты.
Жители Алматинской и Восточно-Казахстанской областей с благодарностью вспоминают Арыстанбекова Х. А. за его огромный вклад в социально-экономическое развитие указанных областей за годы работы в должности председателя исполкома областного совета, за простоту, общительность и проявленную заботу к рядовым труженикам. В Восточно-Казахстанской области были проложены асфальтированные дороги в отдаленные труднодоступные районы, значительно улучшилось снабжение населения отдалённых сел предметами первой необходимости.
Немногим более года он работал председателем Западно-Казахстанского края. За это время экономика региона заметно поднялась. В 1962 году хлеборобы края засыпали в закрома родины 102 млн пудов хлеба, что на 44,4 млн пудов больше плана на тот год. В 1962—1963 годах в крае намечалось создание 40 новых овцеводческих совхозов, а на конец 1965 года намечалось довести поголовье овец до 10 млн голов. Инициатором этих планов был Арыстанбеков Х. А.

## Работа на посту ректора КазСХИ
Хайдар Арыстанбекович Арыстанбеков был назначен ректором Казахского государственного сельскохозяйственного института в феврале 1963 года. Этот вуз тогда располагал двумя учебными корпусами, тремя общежитиями, из которых одно было каркасно-камышитовое, другое — барачного типа без удобств, с печным отоплением. В то время в СХИ обучалось около 7000 студентов, из них очников и заочников по 3500 человек. Занятия проводились в две смены. Вуз испытывал острый недостаток в учебных помещениях, общежитиях и других структурах, необходимых для ведения нормального учебного процесса и развития института.
Х. А. Арыстанбеков имел большой опыт руководящей и организационной работы, что позволило ему верно определить главные направления в своей работе в должности ректора: расширение учебной базы, строительство общежитий, создание объектов для проведения практики студентов и обеспечения необходимых условий для ведения научно-исследовательской работы.
В результате проделанной работы за короткий срок основные намеченные объекты были построены, оснащены и задействованы. Особо следует отметить создание 5-го корпуса, который строился с учётом профиля одной из ведущих кафедр мехфака — эксплуатации машинно-тракторного парка, руководимой профессором И. В. Сахаровым. Почвенный канал этого корпуса, предназначенный для ведения лабораторных работ и научных исследований, не имел себе равных в других аналогичных вузах СССР.
Под его руководством была оживлена научно-исследовательская работа в институте, открыты советы по защите диссертаций по многим специальностям, что позволило резко улучшить качественный состав профессорско-преподавательского коллектива.
Особо следует отметить вклад Х. А. Арыстанбекова в создание базы для проведения научных работ и организации производственной и учебной практики. Этот вопрос был блестяще решен с созданием учхоза «Джанашарское».
За короткий срок в этом хозяйстве было построено два современных студенческих общежития со всеми удобствами. Построен учебный полигон для сельхозтехники, на котором было организовано обучение студентов вождению тракторов и комбайнов. Были обеспечены условия для проведения научно-исследовательских работ по земледелию, растениеводству, селекции и семеноводству.
Джанашарский учхоз стал образцовым хозяйством, которое посещали многочисленные делегации правительственных органов и специалистов отрасли других республик Союза.
Наряду с решением этих проблем Х. А. Арыстанбеков проявлял заботу об организации отдыха студентов и преподавателей. По соглашению с руководством Киргизской ССР Х. А. Арыстанбекову удалось договориться о выделении участка на побережье озера Иссык-Куль для создания оздоровительного лагеря. За короткий промежуток времени был построен целый городок отдыха со столовой, спортплощадкой, лодочной станцией и рядом коттеджей для проживания. Эта зона отдыха пользовалась большим спросом, так как замечательные климатические условия, хорошее питание и дешевые путевки позволяли студентам, преподавателям, лаборантам и другим работникам института в доступной форме решать вопросы отдыха в отпускной период.
Создание всех объектов вышеописанного комплекса и совершенствование учебного процесса в период руководства Х. А. Арыстанбекова позволили институту занять одно из ведущих мест среди сельхозвузов страны и завоевать право называться головным сельхозвузом республики.
За достигнутые высокие показатели в социалистическом соревновании в честь 100-летия В. И. Ленина институт в 1970 году был награждён Ленинской юбилейной грамотой ЦК КПСС, Президиума Верховного Совета СССР, Совета Министров СССР и ВЦСПС.
В 1971 году за успехи, достигнутые в подготовке кадров, разработке и внедрение научных исследований в сельскохозяйственное производство институт был награждён Орденом Трудового Красного Знамени.

## Вклад в развитие сельскохозяйственной науки РК
А. Х. Арыстанбеков был новатором, где бы ни работал. Подтверждением является и его выступление на сессии общего собрании Академии наук КазССР. Он говорил, что остро требуется научный подход к ведению сельского хозяйства и внедрению индустриальных технологий. Поэтому резко возрастают требования к специалистам, их образованию, деловым качествам и личным способностям. Выпускники сельхозвузов должны быть готовы сразу же после студенческой скамьи принять непосредственное участие в сложном процессе технического и технологического обновления и совершенствования производства, а педагоги должны постоянно вести поиски более эффективных форм обучения, которые бы в максимальной степени способствовали самостоятельному овладению студентами необходимыми знаниями и навыками, развивали бы у них творческое мышление.
Им были озвучены конкретные предложения по реализации этих задач:
- усиление процесса вовлечения в научно-исследовательские работы студентов — будущих специалистов;
- включение элементов научных исследований в учебный процесс; опыт работы всех 20 кафедр института в этом направлении дает весьма положительные результаты;
- вовлечение студентов в научно-исследовательские кружки, где сейчас участвует около 4 тысяч студентов, или свыше 90 % состава дневного отделения;
- участие студентов в разработке хоздоговорных тем;
- привлечение учащихся к работе в студенческих конструкторских бюро, где сейчас работает 300 студентов. По итогам Всесоюзного смотра в 1978 году наше СКБ заняло первое место среди сельхозвузов страны.

Важным направлением развития вузовской науки является её тесная интеграция с учреждениями системы Академии наук КазССР. Начало положено — институт постоянно ведет совместные исследования по договорам о научно-техническом содружестве с 8 академическими институтами, среди которых институты физиологии растений, ботаники, почвоведения и другие.
Им также были выдвинуты следующие предложения:
- о создании в Академии наук республики отдела по лесному хозяйству, так как Казахстан по площади лесов занимает второе место в стране и к тому же имеется хорошая научная база — Иссыкский дендрарий, где сосредоточены почти все виды древесно-кустарниковых пород Советского Союза;
- об организации научно-исследовательского института по охране природы в системе Академии наук КазССР, так как для всего человечества нет более важной проблемы, чем охрана и рациональное использование богатств, созданных самой природой;
- о создании нескольких учебно-научных сельскохозяйственных центров путем присоединения к существующим сельхозвузам научно-исследовательских институтов, что, безусловно, поднимет на более высокий уровень научные исследования и подготовку специалистов.

Эти предложения Арыстанбекова Х. А. сохраняют свою актуальность и сегодня.

## Научная деятельность
В 1954 году защитил кандидатскую диссертацию. Профессор (1960), член-корреспондент АН Казахской ССР (1962).
Основные направления исследований — охрана и эффективное использование лесного фонда, защита почв от водной эрозии.

### Избранные труды
- Арыстанбеков Х. А. Голодная степь сегодня и завтра. — Алма-Ата : Казгосиздат, 1958. — 40 с.
- Арыстанбеков Х. А. Роль совхозов в увеличении производства зерна в Казахстане. 1955 г.
- Арыстанбеков Х. А. Ленинский кооперативный план в действии. — [Алма-Ата] : Кайнар, 1969. — 72 с. — 5000 экз.
- Арыстанбеков Х. А. Пути дальнейшей интенсификации кормовой базы в предгорных районах отгонного животноводства в Казахской ССР : (На примере Алма-Ат. обл.) : Автореф. дис. … канд. экон. наук. — М., 1954. — 12 с.
- Арыстанбеков Х. А. Работа ректората по обеспечению выполнения перспективного плана идейно-воспитательной и культурно-массовой работы на весь период обучения студентов в Казахском государственном сельскохозяйственном институте: Тез. докл. — Алма-Ата : Б. и., [1970]. — [4] с.
- Арыстанбеков Х. А. Сельскохозяйственное образование в Казахской ССР / О-во «Знание» КазССР. Науч.-метод. совет по пропаганде с.-х. знаний. — Алма-Ата : Б. и., 1972. — 32 с. — 400 экз.
- Арыстанбеков Х. А. Трудовая победа : Западно-Казахстанский край — край крупного животноводства и развитого зернового хозяйства. — Алма-Ата : Казсельхозгиз, 1963. — 36 с.
- Арыстанбеков Х. А. Успехи совхозов Казахстана в решении зерновой проблемы / Всесоюз. о-во по распространению полит. и науч. знаний. — М.: Знание, 1957. — 32 с. — (Серия 3. В помощь экономическому образованию ; № 15)
- Арыстанбеков Х. А., Аутов Р. Р. Вопросы экономики совхозного производства Казахстана. — Алма-Ата : Наука, 1973. — 186 с. — 1800 экз.
- Арыстанбеков Х. А., Бессчетнов П. П., Брайнин В. М., Егоренков С. Л. Природа и мы. — Алма-Ата : Кайнар, 1975. — 335 с. — 40000 экз.
- Арыстанбеков Х., Чебышев М., Айтжанов Ж. Совхозы и колхозы — на индустриальную основу. — Алма-Ата : Казахстан, 1976. — 71 с. — (Аграрная политика партии в действии)
- Методическое пособие по охране природы / М-во сел. хоз-ва СССР. Каз. с.-х. ин-т; Сост.: Х. А. Арыстанбеков, П. П. Бессчетнов, Д. Е. Гуриков. — Алма-Ата : [КазСХИ], 1974. — 42 с. — 1000 экз.

## Награды
- Заслуженный работник сельского хозяйства Казахской ССР (1967)
- медали и Почетные грамотами Верховного Совета КазССР
- орден Октябрьской революции
- четыре ордена Трудового Красного Знамени
- Орден Парасат (2006)

## Адреса
В Алма-Ате — ул. Валиханова, дом № 128 (1969—2008).

## Память
В 2014 году на доме № 128 по ул. Валиханова (Алма-Ата) установлена мемориальная доска Х. А. Арыстанбекову.
В том же доме открыта квартира-музей Х. А. Арыстанбекова.